# South Rauceby
South Rauceby – wieś w Anglii, w hrabstwie Lincolnshire, w dystrykcie North Kesteven. Leży 27 km na południe od Lincoln i 167 km na północ od Londynu.
Miejscowość liczy 330 mieszkańców.